# リスの大逆襲
『リスの大逆襲』（リスのだいぎゃくしゅう、原題：Up a Tree）は、ウォルト・ディズニー・プロダクション（現：ウォルト・ディズニー・カンパニー）が製作した1955年9月23日公開のアニメーション短編映画作品。ドナルドダック・シリーズの第121作である。『ハウス・オブ・マウス』では『僕らの木を守れ』（ぼくらのきをまもれ）と改題されて放送された。

## あらすじ
材木を切りにやって来たドナルド。しかし切ろうとしていた木にはチップとデールが住み着いていたのであった。家を切らせまいと二匹はドナルドを何度も妨害するが後にバレてしまう。怒ったドナルドはチップとデールの巣穴から上を切ろうとするが、ここでも二匹の妨害にあう。ドナルドは完全に怒り、斧で根元から切る事にした。倒れないように支えるチップとデールだが、最終的に木は倒れてしまい、ドナルドはそれに乗り込みジェットコースターの如く山を下る。
チップとデールは先回りしてコースターの釘を抜き、コースをずらす。そしてコースから外れたドナルドは木に追われる事になる。更に悪い事に大量のダイナマイトが木の上に乗ってしまい、ドナルドの家の中に入ろうとしていた。ドナルドは急いで家の荷物を片付け、木を追い出すが、何と木は電線に止められており、今にも再発射しそうであったのだ。今度は家をどかそうとするドナルドであったが、その努力もむなしく木が発射してしまいドナルドの家と共に遠くに飛んでいき、そしてダイナマイトの爆発で吹き飛んでしまう。そんな様子を見てドナルドはただ茫然自失とするばかりであった。

## スタッフ
- 製作：ウォルト・ディズニー
- 監督：ジャック・ハンナ
- 脚本：ミルト・シャファー、ディック・キニー
- 音楽：オリバー・ウォレス
- 美術：エール・グレイシー
- 効果：ダン・マクマヌス
- 背景：クロード・コーツ
- 原画：ボブ・カールソン、ヴォーラス・ジョーンズ、ビル・ジャスティス、オル・コウ

## キャスト
| キャラクター   | 原語版                   | 旧吹き替え版 | 新吹き替え版 |
| -------------- | ------------------------ | ------------ | ------------ |
| ドナルドダック | クラレンス・ナッシュ     | 関時男       | 山寺宏一     |
| チップ         | ジェームズ・マクドナルド | 土井美加     | 滝沢ロコ     |
| デール         | デジー・フリン           | 後藤真寿美   | 稲葉実       |
| ナレーション   | -                        | 江原正士     | -            |

## 日本での公開
収録
- 『チップとデールの大冒険』（VHS、株式会社ポニー、旧吹き替え版）
- 『ドナルド・ダック 西部を行く』（LD、1985年発売、旧吹き替え版）
- 『ドナルドダック!! ドナルド・ダック 西部を行く』（VHS、バンダイ・ホームビデオ、1987年発売、旧吹き替え版）
- 『Donald Duck A Star is Born』（LD、1995年発売、新吹き替え版）
- 『ハロー！チップとデールがやってきた!!』（DVD、ブエナ・ビスタ・ホーム・エンターテイメント、2005年発売、新吹き替え版）

放送
- 『ディズニークラシック短編集』（新吹き替え版） - 不定期
- 『ハウス・オブ・マウス』（新吹き替え版） - 『僕らの木を守れ』と改題